# Márton Roland
Márton Roland, dr. (Székesfehérvár, 1975 –) magyar ügyvéd, politikus. 2008 óta a Magyar Szocialista Párt székesfehérvári szervezetének elnöke, 2014-től a párt egyik alelnöke volt , emellett székesfehérvári önkormányzati képviselő, tanácsnok.

## Életpályája
1993-ban a József Attila Gimnáziumban érettségizett. 1999-ben a pécsi Janus Pannonius Tudományegyetemen szerzett jogi diplomát. Ügyvédi szakvizsgájának megszerzése után önálló ügyvédi irodát nyitott. 
2006-tól két éven át a Fejér Megyei Önkormányzat képviselője, majd 2012-től 2014-ig az MSZP Választmányának az elnökhelyettese volt.
2008-tól az MSZP székesfehérvári szervezetének elnöke, 2014-től az MSZP alelnöke. Székesfehérvár Megyei Jogú Város Önkormányzat Közgyűlése 717/2014. (X.31.)számú határozatával Márton Rolandot az integrált településfejlesztési stratégia végrehajtásával kapcsolatos feladatok tanácsnokává választotta.
A 2019-es magyarországi önkormányzati választáson az ellenzék közös polgármesterjelöltjeként 33%-ot szerzett. A polgármesteri címet a Fidesz jelöltje, Cser-Palkovics András nyerte el 61%-kal.
A 2021-es magyarországi ellenzéki előválasztáson Székesfehérváron indult és győzött, a Fejér megyei 1. sz. országgyűlési egyéni választókerületben, az MSZP-Párbeszéd közös jelöltjeként, de a 2022-es magyarországi országgyűlési választáson veszített Vargha Tamással szemben, így nem jutott be a parlamentbe.